# Sigmund Schott (Statistiker)
Sigmund Albert Julius Schott (* 10. Oktober 1868 in Leipzig; † 19. November 1953 in Heidelberg) war ein deutscher Professor für Betriebswirtschaftslehre und Statistik, Ehrenbürger der Stadt Mannheim (Vater der Gemeindestatistik) und  Ehrendoktor der Universität Mannheim.

## Leben
Der in Leipzig geborene, in Stuttgart aufgewachsene Sigmund Schott studierte nach abgelegtem Abitur an den Universitäten München und Leipzig, 1890 erfolgte seine Promotion zum Dr. phil. 1890 trat er seine erste Stelle als Volontärassistent im Statistischen Amt der Stadt Leipzig an, 1892 wechselte er als Regierungsassessor in das großherzogliche Statistische Büro nach Oldenburg.
1897 wurde Schott zum Direktor des zwei Jahre zuvor gegründeten Statistischen Amtes der Stadt Mannheim bestellt. Er leistete dort statistische Pionierarbeit (Vater der Gemeindestatistik) und behielt dieses Amt bis zu seinem Ruhestand 1934. Zeitweise war er auch Leiter des Mannheimer Arbeitsamts und der Mannheimer Abendakademie. Schott wurde 1949 mit der Ehrenbürgerschaft der Stadt Mannheim ausgezeichnet.
Schott habilitierte sich 1907 unter Erlass aller Formalitäten an der Universität Heidelberg und wurde dort 1908 außerordentlicher Professor. 1909 wurde ihm der erste Studiendirektorposten der Handelshochschule Mannheim übertragen. Im gleichen Jahr wurden er und Adolf Brehm Ehrenmitglieder des Corps Rheno-Nicaria Mannheim. 
Seit 1928 Lehrstuhlinhaber, wurden er mit seinem Ausscheiden 1933 im Alter von 65 Jahren wegen seines langjährigen Engagements mit dem Ehrendoktor der Wirtschaftswissenschaften ausgezeichnet.

## Schriften (Auswahl)
- Der Volkswohlstand im Königreich Sachsen, Dissertation. M. Hoffmann, Leipzig-Reudnitz 1890.
- Die Ergebnisse der Berufszählung vom 14. Juni 1895. Haas, 1898.
- Der Industriehafen zu Mannheim: Festschrift zur Einweihung des Hafens am 3. Juni 1907. Mannheimer Vereinsdruckerei, Mannheim 1907
- Die Citybildung in deutschen Großstädten seit 1871, Habilitationsschrift. 1907.
- Führer durch Mannheim. Verlag des Verkehrsvereins Mannheim, Mannheim 1907.
- Alte Mannheimer Familien: Ein Beitrag zur Familienstatistik des XIX. Jahrhunderts. Bensheimer, 1910.
- Das Stichprobenverfahren in der Städtestatistik. Ein Versuch. 1917.
- Statistische Bemerkungen zum Ergebnis der Nationalwahlen in Mannheim. Mannheim 1919.
- Statistik. Leipzig, Teubner 1920 (Aus Natur und Geisteswelt. Sammlung wissenschaftlich-gemeinverständlicher Darstellungen 442).
- Ergebnisse der Wohnungszählung vom 12. Mai 1925. Bearbeitet von Sigmund Schott. In: Beiträge zur Statistik der Stadt Mannheim. Mannheim 1925.
- Ausgewählte Schriften. Hrsg. von der Stadtverwaltung Mannheim aus Anlass des 350jährigen Stadtjubiläums. Druckerei- u. Verl.-Ges. Mannheim 1957.